# Capochi
Capochi är en ort i Mexiko.   Den ligger i kommunen Guachochi och delstaten Chihuahua, i den nordvästra delen av landet, 1 200 km nordväst om huvudstaden Mexico City. Capochi ligger 2 343 meter över havet och antalet invånare är 116.
Terrängen runt Capochi är huvudsakligen kuperad, men den allra närmaste omgivningen är platt. Runt Capochi är det mycket glesbefolkat, med 6 invånare per kvadratkilometer. Närmaste större samhälle är Huichachi, 2,3 km söder om Capochi. Omgivningarna runt Capochi är i huvudsak ett öppet busklandskap.